# Толыбай (озеро)
Толыбай (каз. Толыбай) — озеро в Жамбылском районе Северо-Казахстанской области Казахстана. Находится в 8 км к юго-западу от села Макарьевка. К востоку находится озеро Могильное, к югу — озеро Токсамбай.
По данным топографической съёмки 1944 года, площадь поверхности озера составляет 5,71 км². Наибольшая длина озера — 6,5 км, наибольшая ширина — 1,4 км. Длина береговой линии составляет 18 км, развитие береговой линии — 2,1. Озеро расположено на высоте 153 м над уровнем моря.
Озеро доступно по автотрассе А-21.